# 六一二大限
1992年（民國81年）6月10日修正公布之著作權法以前，外國人著作與翻譯在台灣不受著作權法保護，出版人可在台灣自行出版、翻譯與販售。但在1992年6月12日新法實施後，不得再重製未獲授權之翻譯出版品。但在1992年6月12日已印製完成的出版品，依法規定二年後不得再銷售。因此1994年6月12日是未獲授權翻譯圖書最後銷售日期，故稱「六一二大限」。

## 著作權法第112條
中華民國八十一年六月十日本法修正施行前，翻譯受中華民國八十一年六月十日修正施行前本法保護之外國人著作，如未經其著作權人同意者，於中華民國八十一年六月十日本法修正施行後，除合於第四十四條至第六十五條規定者外，不得再重製。 
前項翻譯之重製物，於中華民國八十一年六月十日本法修正施行滿二年後，不得再行銷售。

## 罰則
違反「六一二大限」繼續銷售的行為，在中華民國八十一年六月十日修正公布之著作權法中僅能請求民事損害賠償，無刑事責任。
中華民國八十七年一月二十一日修正公布之著作權法則於第九十五條第四款增訂「一年以下有期徒刑，得併科新臺幣五萬元以下罰金」。
中華民國九十二年七月九日再修正公布之著作權法為「違反第一百十二條規定者，處一年以下有期徒刑、拘役或科或併科新臺幣二萬元以上二十五萬元以下罰金。」

## 修法前後的出版環境
臺港盜版時期盛行於1960年代至1990年代。1987年7月15後台灣社會解除戒嚴後，出版業進入全新發展的階段，出版內容更加豐富與多元，但長久以來著作權法不全的環境下，未獲授權盜印書籍情形普遍，也被冠上「海盜王國」的惡名。郝明義將其稱之為「拿來主義」，市面上也出現一本多譯的盛況。在六一二大限到來之前，許多出版社舉辦清倉大拍賣，以求出清庫存。1980年代開始，台灣對美國貿易順差，美方認為部分原因來自台灣當局無妥善保護智慧財產權，並開始對台灣的版權立法施壓，多次被列入美國301條款（特別301報告，Special 301 Report）優先觀察國家名單。1989年，台灣引入國際標準書號系統，著作權也經反覆修改趨於完善，至2009年得以從優先觀察國家名單中除名。